# Franco Delli Colli
Franco Delli Colli (ur. 2 marca 1929 w Rzymie; zm. 22 kwietnia 2004 tamże) – włoski operator filmowy.
Karierę rozpoczął jako asystent operatora przy filmach Luchina Viscontiego (Rocco i jego bracia) i Pier Paolo Pasoliniego (Włóczykij, Mamma Roma). Operatorem Pasoliniego był jego o wiele sławniejszy kuzyn Tonino Delli Colli.
Franco Delli Colli w swojej dalszej drodze twórczej nie pracował z wielkimi mistrzami. Kręcił najczęściej kino gatunkowe klasy B (thrillery, horrory, westerny). Do najsłynniejszych reżyserów, z którymi współpracował należą Pupi Avati, Lamberto Bava i Bruno Mattei.

## Wybrana filmografia
- 1964: The Last Man on Earth
- 1967: Se sei vivo spara
- 1968: Gangster '70
- 1974: La polizia chiede aiuto
- 1975: Nude per l'assassino
- 1975: Il medaglione insanguinato
- 1977: Poliziotto sprint
- 1980: Macabro
- 1983: Zeder
- 1984: Rats - Notte di terrore
- 1988: La casa 3